# Carrusel deportivo
El Carrusel Deportivo és un programa radiofònic esportiu de la Cadena SER, dirigit per Dani Garrido. El programa és el programa esportiu més escoltat de la ràdio espanyola i un emblema de l'emissora. El programa tracta de temes esportius, però se centra principalment en el futbol, ja que és l'esport principal del país.
S'emet tots els caps de setmana, ja que hi ha jornada de Lliga, dissabtes i diumenges de 15:00 a 01:30. Entre setmana també fan programa si hi ha futbol, especialment quan hi ha Champions League i Copa del Rei, també Copa de la UEFA si algun equip espanyol ha arribat lluny en la competició.
Si la Selecció Espanyola de futbol juga, també es fa el programa encara que siga un partit amistós.
A part del futbol, també se centra en altres esports destacats com ara el bàsquet, la Fórmula 1 o finals de tenis, Superbowl. En estiu (en els anys que toque), es retransmeten altres esdeveniments esportius importants com la Eurocopa, el Mundial de Futbol o els Jocs Olímpics.

## Història
El Carrusel Deportivo és el programa més vell de la ràdio esportiva en Espanya. Va ser ideat per Bobby Deglané, començà a emitir-se l'any 1954, dirigit per un històric de la ràdio, Vicente Marco Orts. Ha tingut com a directors després a Josep Joaquim Brotons, José María García, Ramon Gabilondo, Joaquim Duran i Antonio Martín Valbuena Paco González de 1992 a 2010, Javier Hoyos durant la temporada 2010-2011, Manu Carreño i José Antonio Ponseti, de 2011 a 2014. En 2014 fou nomenat Jesús Gallego nou director de Carrusel fins que el 2016 fou substituït per Dani Gararido.
En l'animació del programa va tenir durant molts anys a Joaquim Prat, uns mesos a Andrés Caparrós fins a l'actual animador Pepe Domingo Castaño. Sense oblidar la veu de Joan Vives que va intervenir com a locutor del programa durant 35 anys ni més ni menys (1967-2002).
Actualment, segueix sent el líder d'audiència els caps de setmana. La seua principal virtut resideix en el tractament de l'esport baix el prisma i el clau d'humor sent una marca característica del seu programa la integració de la publicitat en el mateix, incentivament i crea tascons de ràdio en les quals participen els oients i l'equip tècnic amb sorolls i cants entre d'altres.

## Col·laboradors
A més dels periodistes i corresponsals propis de la Cadena Ser, el Carrusel compta amb diversos col·laboradors estretament relacionats amb el món del futbol (exfutbolistes, entrenadors, àrbitres retirats, etc.) o amb el periodisme esportiu, entre els quals es troben Poli Rincón, Tomás Guasch, Radomir Antic, Santiago Cañizares, Santiago Segurola, Julio Maldonado (Maldini), José Francisco Pérez Sánchez, Josep Maria Minguella, Jose Antonio Martin Peton, Jose Antonio Bakero entre d'altres.

## Seccions
- 1a hora dels dissabtes amb Julio Maldonado

Futbol Internacional.
- José Antonio Ponseti

Música i Cinema als EUA.
- Miguel Ángel Paniagua

Actualitat NBA.
- Juanma Castaño

Entrevistes i bromes.
- Coni Quintero

Actualitat.
- Consultori de Pedro Martín

Durant tota la setmana Pedro Martín rep missatges dels oients que li pregunten dubtes sobre les regles o la història del futbol i els dissabtes els respon.
- Altres lligues, altres esports

Els diumenges Heri Frade comenta els resultats de les lligues inferiors espanyoles en tots els esports professionals.
- Missatges

Jorge Hevia és l'encarregat de llegir els missatges dels oïdors, sempre en clau d'humor.
- Especials

Des de l'any 2004 i a partir de la 1:00 s'emet un programa especial amb motiu del partit del Superbowl.
La narració en directe va a càrrec de José Antonio Ponsetti i Xavier Saisó, que estan abrigallats a Madrid pels dos especialistes en futbol americà de la Cadena SER, Rafa Cervera i Anaven Ansa. Però no tot serà esportiu: l'ambientació i el costats més absurd d'aquesta edició especial va a càrrec dels habituals del programa, Paco González, Pepe Domingo Castaño i Poli Rincón, als quals acompanya Tomás Guasch. A més, Juanma Castaño i Antonio Ruiz, es desplacen fins al Hard Rock Cafè de Madrid, lloc de reunió de la colònia americana, per a viure amb ells la gal·la final de la NFL. En el mateix local, però a Barcelona, està Laura Martínez.

## Corresponsals

### Primera Divisió espanyola
Almeria: Alberto García i Sergio Fernández.
Athletic de Bilbao: Íñigo Markínez i Diego González.
Atlètic de Madrid: Antonio Romero, Manolo Lama (en alguna ocasió).
Barça: Lluís Flaquer, Edu Polo, Laura Martínez i Xavier Saisó.
Betis: Santi Ortega, Manolo Aguilar i Florencio Ordoñez.
Deportivo: Pablo Muñoz, Adrián Candal i Fran Hermida.
RCD Espanyol: Carles Cortés, Xavi Saisó i Iván Álvarez
Getafe CF: Pacojó, María Bretones, Juan Antonio Sampedro.
Màlaga: Justo Rodríguez.
RCD Mallorca: Gabriel Forteza i Pedro Fullana.
Numància: Luis Romera i José Carlos San José.
Osasuna: Javier Laquidáin i Uxue Martínez de Zúñiga.
Racing: Jaime del Olmo, Roberto González i Alfonso Pérez.
Reial Madrid: Manolo Lama,Javier Herráez Antonio Romero.
Recreativo de Huelva: Manolo Salazar i Miqui Rodríguez.
Sevilla: Santi Ortega, Manolo Aguilar i Florencio Ordoñez.
Sporting: David González.
València: Pedro Morata
Reial Valladolid: José Ignacio Tornadijo, Carlos Raúl Martínez, José Luis Rojí,J. de la Fuente, David San José, Juan Martín i Carlos Flores.
Vila-real CF: Diego García i Xavi Sidro.